# هفرادا
هفرادا (عبری: הפרדה‎ به معنای لفظی جداسازی) سیاست دولت اسرائیل برای جداسازی جمعیت اسرائیلی از جمعیت فلسطینی در سرزمین‌های اشغال شده فلسطین،  در کرانه باختری و نوار غزه است. 
اسحاق رابین، نخست‌وزیر اسرائیل از ۱۹۹۲ تا ۱۹۹۵، اولین کسی بود که از ایجاد یک مانع فیزیکی بین اسرائیلی‌ها و فلسطینی‌ها دفاع کرد. پس از بمب‌گذاری انتحاری بیت لید در سال ۱۹۹۵ که منجر به کشته شدن ۲۲ اسرائیلی شد، رابین گفت جدایی برای محافظت از اکثر یهودیان اسرائیل در برابر تروریسم فلسطینی ضروری است. ایهود باراک، نخست‌وزیر از سال ۱۹۹۹ تا ۲۰۰۱، اظهار داشت که «حصارهای خوب همسایگان خوبی از آب درمی‌آورند.» این مفهومِ تبدیل شده به سیاست یا پارادایم از اولین باری که طرح شده بر گفتمان و بحث سیاسی و فرهنگی اسرائیل تسلط داشته‌است.
سیاست جدایی توسط دولت‌های پی در پی اسرائیل، که مانع اسرائیل-غزه و مانع اسرائیلی کرانه باختری را ساختند (Geder Ha'hafrada، به عبری به معنای "حصار جدایی") حفظ شد. در سال ۲۰۰۵، اسرائیل اقدام به خاتمه درگیری در غزه کرد که شامل تخلیه شهرک‌های اسرائیلی و ارتش اسرائیل از نوار غزه بود. انسدادهای کرانه باختری نیز به عنوان نمونه ای از این سیاست ذکر شده‌است.
منتقدان سیاست هفردا را به آپارتاید مرتبط می‌دانند، و دیگران استدلال می‌کنند که کلمه "هفرادا" "شباهت قابل توجهی" با استفاده از این اصطلاح در آفریقای جنوبی دارد.
در سال ۲۰۱۴، ریچارد فالک ، گزارشگر ویژه سازمان ملل متحد، بارها از این اصطلاح در "گزارش گزارشگر ویژه در مورد وضعیت حقوق بشر در سرزمین‌های فلسطینی اشغال شده از سال ۱۹۶۷" استفاده کرد.